# Atletica leggera ai Giochi della XXXII Olimpiade - 800 metri piani maschili

Video ufficiale della Finale

Ai Giochi della XXXII Olimpiade la competizione degli 800 metri piani maschili si è svolta dal 31 luglio al 4 agosto 2021 presso lo Stadio nazionale di Tokyo.

## Presenze ed assenze dei campioni in carica
ri
| Competizione         | Atleta            | Prestazione | Tokyo 2020      |
| -------------------- | ----------------- | ----------- | --------------- |
| Olimpiadi 2016       | David Rudisha     | 1'42” 15    | Ritir. 2017     |
| Commonwealth 2018    | Wycliffe Kinyamal | 1'45” 11    | Non selez.      |
| Europei 2018         | Adam Kszczot      | 1'44” 59    | Assente         |
| Panamericani 2019    | Marco Arop        | 1'44” 25    | Presente        |
| Africani 2019        | Abdessalem Ayouni | 1'45” 17    | Presente        |
| Mondiali 2019        | Donavan Brazier   | 1'42” 34    | Non qual.       |
|                      |                   |             |                 |
| Mondiali junior 2018 | Solomon Lekuta    | 1'46”35     | Non selezionato |

Graduatoria mondiale
In base alla classifica della Federazione mondiale, i migliori atleti iscritti alla gara erano i seguenti:
| Pos. | Atleta             | Punti | Note |
| ---- | ------------------ | ----- | ---- |
| 2    | Ferguson C. Rotich | 1425  |      |
| 3    | Amel Tuka          | 1377  |      |
| 5    | Elliot Giles       | 1354  |      |

## La gara
In batteria Ferguson Rotich (Kenya) è il più veloce: vince la prima serie con 1'43” 75. Dietro di lui Peter Bol,  australiano di origine sudanese, stabilisce con 1'44” 13 il record dell'Oceania. Tutte le altre batterie vengono corse sopra 1'45”.

In semifinale Peter Bol migliora il suo fresco record di due centesimi. Rotich è ancora una volta il più veloce con 1'44” 04.

In finale non c'è un chiaro favorito. Tutti si guardano e si studiano. Ne risulta un primo giro assolutamente lento: 53” 76.
Prende l'iniziativa Peter Bol, che accelera sul rettilineo opposto a quello d'arrivo. Ai 600 m (1'19” 7) Bol è seguito dal kenyota Emmanuel Korir, dal polacco Dobek e da Nijel Amos (Botswana). Solo ai 150 m Korir rompe gli indugi e lancia la volata, ma si rende subito imprendibile. Bol e Amos non riescono a tenere il ritmo. Dalla quinta posizione rinviene prepotentemente Ferguson Rotich, che supera Dobek e conquista l'argento.
Il Kenya si aggiudica il titolo per la sesta volta nelle ultime nove edizioni dei Giochi.

Patryk Dobek è al suo primo anno sulla distanza. Fino al 2021 aveva gareggiato sui 400 m ostacoli. 

## Risultati

### Batterie
I primi tre di ogni batteria (Q) e i successivi tre più veloci (q) si qualificano alle semifinali.

#### Batteria 1
| Pos. | Corsia | Atleta                    | Nazionalità   | Tempo   | Note |
| ---- | ------ | ------------------------- | ------------- | ------- | ---- |
| 1    | 4      | Ferguson Cheruiyot Rotich | Kenya         | 1'43"75 | Q    |
| 2    | 7      | Peter Bol                 | Australia     | 1'44"13 | Q    |
| 3    | 1      | Elliot Giles              | Gran Bretagna | 1'44"49 | Q    |
| 4    | 2      | Abdelati El Guesse        | Marocco       | 1'44"84 | Q    |
| 5    | 5      | Isaiah Jewett             | Stati Uniti   | 1'45"07 | Q    |
| 6    | 8      | Tony van Diepen           | Paesi Bassi   | 1'46"03 |      |
| 7    | 3      | Pol Moya                  | Andorra       | 1'47"44 |      |
| 8    | 6      | Musa Hajdari              | Kosovo        | 1'48"96 |      |

#### Batteria 2
| Pos. | Corsia | Atleta                   | Nazionalità          | Tempo   | Note |
| ---- | ------ | ------------------------ | -------------------- | ------- | ---- |
| 1    | 4      | Marco Arop               | Canada               | 1'45"26 | Q    |
| 2    | 3      | Amel Tuka                | Bosnia ed Erzegovina | 1'45"48 | Q    |
| 3    | 2      | Gabriel Tual             | Francia              | 1'45"63 | Q    |
| 4    | 1      | Pablo Sánchez-Valladares | Spagna               | 1'46"06 |      |
| 5    | 7      | Andreas Kramer           | Svezia               | 1'46"44 |      |
| 6    | 6      | Oliver Dustin            | Gran Bretagna        | 1'46"94 |      |
| 7    | 8      | Alex Beddoes             | Isole Cook           | 1'47"26 |      |
| 8    | 5      | Franck Mbotto            | Rep. Centrafricana   | 1'48"26 |      |

#### Batteria 3
| Pos. | Corsia | Atleta                 | Nazionalità               | Tempo   | Note |
| ---- | ------ | ---------------------- | ------------------------- | ------- | ---- |
| 1    | 1      | Clayton Murphy         | Stati Uniti               | 1'45"53 | Q    |
| 2    | 6      | Daniel Rowden          | Gran Bretagna             | 1'45"73 | Q    |
| 3    | 2      | Abdessalem Ayouni      | Tunisia                   | 1'45"73 | Q    |
| 4    | 8      | Charlie Hunter         | Australia                 | 1'45"91 | Q    |
| 5    | 4      | Saúl Ordóñez           | Spagna                    | 1'45"98 |      |
| 6    | 7      | Brandon McBride        | Canada                    | 1'46"32 |      |
| 7    | 3      | Melese Nberet          | Etiopia                   | 1'47"80 |      |
| 8    | 5      | James Nyang Chiengjiek | Atleti Olimpici Rifugiati | 2'02"04 |      |

#### Batteria 4
| Pos. | Corsia | Atleta                | Nazionalità | Tempo   | Note |
| ---- | ------ | --------------------- | ----------- | ------- | ---- |
| 1    | 8      | Nijel Amos            | Botswana    | 1'45"04 | Q    |
| 2    | 6      | Michael Saruni        | Kenya       | 1'45"21 | Q    |
| 3    | 7      | Adrián Ben            | Spagna      | 1'45"30 | Q    |
| 4    | 5      | Jeffrey Riseley       | Australia   | 1'45"41 | Q    |
| 5    | 2      | Oussama Nabil         | Marocco     | 1'45"64 | Q    |
| 6    | 1      | Pierre-Ambroise Bosse | Francia     | 1'45"97 | Q    |
| 7    | 3      | Ryan Sánchez          | Porto Rico  | 1'47"07 |      |
| 8    | 4      | Thiago André          | Brasile     | 1'47"25 |      |

#### Batteria 5
| Pos. | Corsia | Atleta              | Nazionalità | Tempo   | Note |
| ---- | ------ | ------------------- | ----------- | ------- | ---- |
| 1    | 1      | Jesús Tonatiú López | Messico     | 1'46"14 | Q    |
| 2    | 5      | Eliott Crestan      | Belgio      | 1'46"19 | Q    |
| 3    | 7      | Patryk Dobek        | Polonia     | 1'46"59 | Q    |
| 4    | 3      | Mark English        | Irlanda     | 1'46"75 |      |
| 5    | 4      | Benjamin Robert     | Francia     | 1'47"12 |      |
| 6    | 6      | Eric Nzikwinkunda   | Burundi     | 1'47"97 |      |
| 7    | 2      | Andrés Arroyo       | Porto Rico  | 1'53"09 |      |
| 8    | 8      | Dennick Luke        | Dominica    | 1'54"30 |      |

#### Batteria 6
| Pos. | Corsia | Atleta                  | Nazionalità | Tempo   | Note |
| ---- | ------ | ----------------------- | ----------- | ------- | ---- |
| 1    | 6      | Emmanuel Kipkurui Korir | Kenya       | 1'45"33 | Q    |
| 2    | 3      | Mateusz Borkowski       | Polonia     | 1'45"34 | Q    |
| 3    | 5      | Bryce Hoppel            | Stati Uniti | 1'45"64 | Q    |
| 4    | 1      | Mostafa Smaili          | Marocco     | 1'46"05 |      |
| 5    | 8      | Yassine Hethat          | Algeria     | 1'46"20 |      |
| 6    | 7      | Abubaker Haydar Abdalla | Qatar       | 1'47"45 |      |
| 7    | 4      | Wesley Vázquez          | Porto Rico  | 1'49"06 |      |
|      | 2      | Ayanleh Souleiman       | Gibuti      | dns     |      |

### Semifinali
I primi due di ogni batteria (Q) e i successivi due più veloci (q) si qualificano per la finale.

#### Semifinale 1
| Posizione | Corsia | Nome                | Nazionalità | Tempo   | Note                                     |
| --------- | ------ | ------------------- | ----------- | ------- | ---------------------------------------- |
| 1         | 3      | Patryk Dobek        | Polonia     | 1'44"60 | Q                                        |
| 2         | 6      | Emmanuel Korir      | Kenya       | 1'44"74 | Q                                        |
| 3         | 5      | Jesús Tonatiú López | Messico     | 1'44"77 |                                          |
| 4         | 9      | Eliott Crestan      | Belgio      | 1'44"84 | Miglior prestazione personale stagionale |
| 5         | 4      | Bryce Hoppel        | Stati Uniti | 1'44"91 |                                          |
| 6         | 2      | Abdessalem Ayouni   | Tunisia     | 1'44"99 | Miglior prestazione personale            |
| 7         | 7      | Charlie Hunter      | Australia   | 1'46"73 |                                          |
| 8         | 8      | Abdelati El Guesse  | Marocco     | 1'46"85 |                                          |

#### Semifinale 2
| Posizione | Corsia | Nome              | Nazionalità | Tempo   | Note                                     |
| --------- | ------ | ----------------- | ----------- | ------- | ---------------------------------------- |
| 1         | 6      | Peter Bol         | Australia   | 1'44"11 | Q                                        |
| 2         | 5      | Clayton Murphy    | Stati Uniti | 1'44"18 | Q                                        |
| 3         | 7      | Gabriel Tual      | Francia     | 1'44"28 | q                                        |
| 4         | 4      | Adrián Ben        | Spagna      | 1'44"30 | q                                        |
| 5         | 8      | Daniel Rowden     | Regno Unito | 1'44"35 | Miglior prestazione personale stagionale |
| 6         | 9      | Michael Saruni    | Kenya       | 1'44"54 | Miglior prestazione personale stagionale |
| 7         | 3      | Marco Arop        | Canada      | 1'44"90 |                                          |
| 8         | 2      | Mateusz Borkowski | Polonia     | 1'46"54 |                                          |

#### Semifinale 3
| Posizione | Corsia | Nome                  | Nazionalità          | Tempo   | Note |
| --------- | ------ | --------------------- | -------------------- | ------- | ---- |
| 1         | 6      | Ferguson Rotich       | Kenya                | 1'44"04 | Q    |
| 2         | 8      | Amel Tuka             | Bosnia ed Erzegovina | 1'44"53 | Q    |
| 3         | 4      | Elliot Giles          | Regno Unito          | 1'44"74 |      |
| 4         | 7      | Oussama Nabil         | Marocco              | 1'46"42 |      |
| 5         | 2      | Jeffrey Riseley       | Australia            | 1'47"17 |      |
| 6         | 9      | Pierre-Ambroise Bosse | Francia              | 1'48"62 |      |
| 7         | 5      | Isaiah Jewett         | Stati Uniti          | 2'38"12 |      |
| 8         | 3      | Nijel Amos            | Botswana             | 2'38"49 | qR   |

### Finale
| Record mondiale      | David Rudisha | 1'40"91 | Londra | 9 agosto 2012 |
| Record olimpico      | David Rudisha | 1'40"91 | Londra | 9 agosto 2012 |
| Capolista stagionale | Nijel Amos    | 1'42"91 | Monaco | 9 luglio 2021 |

Mercoledì 4 agosto, ore 21:05.
| Posizione | Corsia | Nome            | Nazionalità          | Tempo   | Note |
| --------- | ------ | --------------- | -------------------- | ------- | ---- |
| Oro       | 4      | Emmanuel Korir  | Kenya                | 1'45"06 |      |
| Argento   | 6      | Ferguson Rotich | Kenya                | 1'45"23 |      |
| Bronzo    | 3      | Patryk Dobek    | Polonia              | 1'45"39 |      |
| 4         | 8      | Peter Bol       | Australia            | 1'45"92 |      |
| 5         | 7      | Adrián Ben      | Spagna               | 1'45"96 |      |
| 6         | 2      | Amel Tuka       | Bosnia ed Erzegovina | 1'45"98 |      |
| 7         | 1      | Gabriel Tual    | Francia              | 1'46"03 |      |
| 8         | 9      | Nijel Amos      | Botswana             | 1'46"41 |      |
| 9         | 5      | Clayton Murphy  | Stati Uniti          | 1'46"53 |      |